# Siam Commercial Bank
Siam Commercial Bank est une banque thaïlandaise. Elle est créée, chose insolite, sous la forme d'un club littéraire auquel le Roi donna son accord pour qu'il devienne l'établissement officiel de la première banque commerciale du pays en 1906 . Le principal actionnaire de cette banque est le Crown Property Bureau avec 21 % des actions.
On trouve dans le siège de la Siam Commercial Bank, situé dans le district de Chatuchak de Bangkok, un petit Musée de la banque instructif dont l'entrée est gratuite.

## Histoire
En juillet 2019, Siam Commercial Bank annonce la vente de ses activités en assurance vie à FWD Group pour environ 3 milliards de dollars.